# ایدر (زاوخان)
ایدر (به لاتین: Ider) یک منطقهٔ مسکونی در مغولستان است که در استان زوخان واقع شده‌است.